# Équipe d'Égypte de football à la Coupe du monde 1934
L'Équipe d'Égypte de football participa à la coupe du monde de football de 1934, ce qui constitua sa première en coupe du monde. Pour cette première édition, l'Égypte fut éliminé en huitièmes-de-finale, en inscrivant deux buts et en encaissant quatre.

## Résumé
L'Égypte se présente à la Coupe du monde 1934, en tant que premier représentant du football africain.

## Tour préliminaire

### Zone Afrique et Asie:Égypte
Trois équipes nationales provenant des continents africain et asiatique furent inscrites et se disputèrent une place qualificative pour la phase finale de la Coupe du monde 1934. Il s'agit de trois équipes du Moyen-Orient, à savoir l'Égypte, la Palestine mandataire et la Turquie.
La Turquie se retira de la compétition avant le premier match du groupe de sorte que la qualification se décida à l'issue d'un match aller-retour opposant l'Égypte à la Palestine mandataire. Le match aller vit une victoire nette 7-1 de l'Égypte. L'équipe égyptienne se montra également dominatrice 4-1 au match retour à Jérusalem et obtint le droit de représenter l'Afrique en phase finale.
| 16 mars 1934 | Égypte               | 7 - 1 | Palestine mandataire | British Army Ground, Le Caire                  |                                                |
|              | Rafai · Taha · Latif |       | Nudelmann            | Spectateurs : 13 000 Arbitrage : Stanley Wells | Spectateurs : 13 000 Arbitrage : Stanley Wells |

| 6 avril 1934 | Palestine mandataire | 1 - 4 | Égypte                | Tamarim Field, Jérusalem                             |                                                      |
|              | Suknik 70e           |       | Rafai · Latif · Fawzy | Spectateurs : 800 Arbitrage : Frederick John Goodsby | Spectateurs : 800 Arbitrage : Frederick John Goodsby |

## Effectif
22 joueurs sont appelés pour la coupe du monde 1934.
| Nom                | Nom                          | Club               | Date de naissance | J.              | Buts            |                 |                 |                 |
| Gardiens de but    | Gardiens de but              | Gardiens de but    | Gardiens de but   | Gardiens de but | Gardiens de but | Gardiens de but | Gardiens de but | Gardiens de but |
| ------------------ | ---------------------------- | ------------------ | ----------------- | --------------- | --------------- | --------------- | --------------- | --------------- |
|                    | Mustafa Mansour              | Al Ahly            | 02.08.1914        | 1               | 0               | 0               | 0               | 0               |
|                    | Aziz Fahmy                   | Al Ahly            | ?                 | 0               | 0               | 0               | 0               | 0               |
| Défenseurs         |                              |                    |                   |                 |                 |                 |                 |                 |
|                    | Abdelhamid Abdou             | Al Olympi          | ?                 | 0               | 0               | 0               | 0               | 0               |
|                    | Ali El-Said                  | Zamalek SC         | 10.04.1908        | 1               | 0               | 0               | 0               | 0               |
|                    | Yacout El-Soury              | Ittihad Alexandrie | ?                 | 0               | 0               | 0               | 0               | 0               |
|                    | Sharli Hamidu                | Al Olympi          | ?                 | 1               | 0               | 0               | 0               | 0               |
|                    | Ismail Rafaat                | Zamalek SC         | 1908              | 1               | 0               | 0               | 0               | 0               |
| Milieux de terrain |                              |                    |                   |                 |                 |                 |                 |                 |
|                    | Mohammed Bakhati             | Zamalek SC         | ?                 | 0               | 0               | 0               | 0               | 0               |
|                    | Hassan El-Far                | Zamalek SC         | 1913              | 1               | 0               | 0               | 0               | 0               |
|                    | Hassan Raghab                | Ittihad Alexandrie | 1909              | 1               | 0               | 0               | 0               | 0               |
|                    | Ali Shafi                    | Zamalek SC         | 10.04.1908        | 0               | 0               | 0               | 0               | 0               |
|                    | Ahmed Halim                  | Zamalek SC         | 10.02.1910        | 0               | 0               | 0               | 0               | 0               |
|                    | Hafez Kasseb                 | Ittihad Alexandrie | ?                 | 0               | 0               | 0               | 0               | 0               |
| Attaquants         |                              |                    |                   |                 |                 |                 |                 |                 |
|                    | Wagih El-Kashef              | Al Ahly            | 05.02.1909        | 0               | 0               | 0               | 0               | 0               |
|                    | Mahmoud El-Nigero            | Ittihad Al Shorta  | ?                 | 0               | 0               | 0               | 0               | 0               |
|                    | Mokhtar El-Tetch (capitaine) | Al Ahly            | 12.10.1905        | 1               | 0               | 0               | 0               | 0               |
|                    | Abdelrahman Fawzi            | Al-Masry           | 11.08.1909        | 1               | 2               | 0               | 0               | 0               |
|                    | Mohammed Hassan              | Al-Masry           | 13.02.1912        | 1               | 0               | 0               | 0               | 0               |
|                    | Mohamed Latif                | Zamalek SC         | 23.10.1909        | 1               | 0               | 0               | 0               | 0               |
|                    | Labib Mahmoud                | Al Ahly            | 25.08.1907        | 0               | 0               | 0               | 0               | 0               |
|                    | Kamel Mosaoud                | Al Ahly            | ?                 | 0               | 0               | 0               | 0               | 0               |
|                    | Mostafa Taha                 | Zamalek SC         | 23.03.1910        | 1               | 0               | 0               | 0               | 0               |
| Sélectionneur      |                              |                    |                   |                 |                 |                 |                 |                 |
|                    | James McCrae                 |                    | 02.09.1894        |                 |                 |                 |                 |                 |

## Phase finale

### Huitièmes-de-finale
| 27 mai 1934                       | Hongrie                                  | 4 - 2 | Égypte         | Stade Giorgio Ascarelli, Naples                    |                                                    |
| 16:30 · Historique des rencontres | Teleki 11e · Toldi 31e, 61e · Vincze 53e |       | Fawzi 35e, 39e | Spectateurs : 9 000 Arbitrage : Rinaldo Barlassina | Spectateurs : 9 000 Arbitrage : Rinaldo Barlassina |
| 16:30 · Historique des rencontres | (Rapport)                                |       |                | Spectateurs : 9 000 Arbitrage : Rinaldo Barlassina | Spectateurs : 9 000 Arbitrage : Rinaldo Barlassina |

## Buteurs
2 buts
- Abdelrahman Fawzi